# Dirk Bleijkmans
Jan Dirk Bleijkmans (Bleykmans) (16 de maig de 1875 - 27 de desembre de 1944) fou un Mestre d'escacs neerlandès.

## Biografia i resultats destacats en competició
Bleijkmans va néixer a Amsterdam com a fill de Karel Bleijkmans i Johanna Sophia van Wulften. Va guanyar dues vegades el Campionat neerlandès no oficial (Torneig de la Federació Neerlandesa d'escacs) a Leiden 1896 i Leeuwarden 1904. També va empatar als llocs 2n-5è, darrere d'Adolf Georg Olland, a Arnhem 1895, va ocupar el segon lloc, darrere d'Arnold van Foreest, a Groningen 1896, i va compartir el segon lloc, darrere de Rudolf Loman, a Utrecht 1897. Va perdre un matx contra Norman van Lennep (0–3) a Amsterdam 1897, va compartir el 3r lloc a Amsterdam 1897, empatà als llocs 7-8 a La Haia 1898, i va ocupar el 7è lloc a Haarlem 1901.
Va participar també en diversos tornejos internacionals; va ocupar el 6è a Berlín 1897 (el campió fou Ignatz von Popiel), va compartir el 5è lloc a Colònia 1898 (11è Congrés de la DSB, Hauptturnier B, el campió fou Salomon Löwenthal), empatà als llocs 3r-6è a Amsterdam 1899 (el campió fou Henry Ernest Atkins), compartí el tercer lloc a Múnic 1900 (12è Congrés DSB, Hauptturnier B, Secció I), empatà als llocs 16è-19è a Hannover 1902 (13è Congrés de la DSB, Hauptturnier A, guanyat per Walter John), va ocupar l'11è lloc a Scheveningen 1905 (el guanyador fou Frank James Marshall), i va ocupar la 6a posició a Barmen 1905 Hauptturnier A (els guanyadors foren Akiba Rubinstein i Oldřich Duras). Finalment, va ocupar el vuitè lloc a Leiden 1909 (el primer campionat oficial d'escacs holandès guanyat per Olland).
Bleijkmans va ser autor de Handleiding voor het schaakspel (1917).
Va ser el campió de l'illa de Java (ara Jawa, Indonèsia) i va jugar contra Aleksandr Alekhin en simultànies a Batavia (ara Jakarta) el 1933.